# Tentato colpo di Stato in Grecia del 1935
Il tentato colpo di stato del marzo 1935 (in greco Κίνημα του 1935?) fu una rivolta venizelista contro il governo del Partito Populista di Panagīs Tsaldarīs, sospettato di tendenze filo-realiste.

## Storia
Il colpo di stato fu guidato da Nikolaos Plastiras e scoppiò il 1º marzo 1935, ma non riuscì ad affermarsi ad Atene e nella gran parte della Grecia continentale. Il governo reagì rapidamente e le forze lealiste, sotto la guida del generale Georgios Kondylis, repressero la rivolta entro l'11 marzo, quando lo stesso Venizelos fu costretto a fuggire dalla Grecia. All'indomani del colpo di stato, fu istituito un tribunale militare che epurò le forze armate dagli ufficiali venizelisti e repubblicani e ordinò l'esecuzione di due importanti generali venizelisti, Anastasios Papoulas e Miltiadis Koimisis, e il maggiore Stamatis Volanis il 24 aprile. Venizelos e Plastiras furono ugualmente condannati a morte in contumacia.

## Conseguenze
In ambito politico, il fallimento della rivolta segnò il trionfo delle forze anti-venizeliste, e accelerò a tutti gli effetti il crollo della fragile Seconda Repubblica ellenica. Il suo ultimo colpo mortale fu inferto nell'ottobre, quando le forze armate rovesciarono il governo con un colpo di stato (a causa della loro considerazione della posizione indecisa di Tsaldari nei confronti dell'immediata restaurazione della monarchia e per motivi personali di Kondylis e della sua cerchia politica e militare) e Kondylis si dichiarò reggente per la monarchia restaurata. Il governo abolì il Senato, sciolse il parlamento e annunciò le elezioni per l'Assemblea Costituente nel giugno 1935.